# Damazy Antoni Dzierożyński
Damazy Antoni Jan Dzierożyński (ur. 1783; zm. po 1835) – polski prawnik
Notariusz powiatu inowrocławskiego, mecenas sądu najwyższego, sędzia województw mazowieckiego i kaliskiego. Wykładowca w Liceum Warszawskim.
Wydał:
- „Instrukcja dokładna o urzędach i aktach stany cywilnego” (Warszawa 1813)
- „Odpowiedź na artykuł 146 gazety Nowa Polska o wolności druku” (1831)
- „Rzecz o sądownictwie naywyższém, czyli o potrzebie przywrócenia zupełnego sądu kassacyinego w Królestwie” (1828)
- „Rzecz o wolności druku pod względem prawnym” (1831)
- „Wykład ekonomii politycznéy czyli Proste wyłuszczenie jak się tworzą, rozdzielaią i spożywaią bogactwa” przez Jana Baptistę Say tł. z fr. Damazego Dzierożyńskiego

Był również redaktorem czasopisma Tygodnik Polski ukazującego się w Warszawie w latach 1832–1833.